# Кастелбело (Болцано)
Кастелбело је насеље у Италији у округу Болцано, региону Трентино-Јужни Тирол.
Према процени из 2011. у насељу је живело 915 становника. Насеље се налази на надморској висини од 568 м.